# Karen Movsziszian
Karen Movsziszian ou Movsissian est un joueur d'échecs arménien né le 6 janvier 1963 à Erevan, champion d'Europe et champion du monde senior.
Au 1er octobre 2019, il est le 23e joueur arménien avec un classement Elo de 2 475 points.

## Biographie et carrière
Champion d'Arménie en 1979 et 1981, Movsziszian fut affilié à la fédération allemande de 1993 à 1997. Il obtint le titre de grand maître international en 1994.
Movsziszian remporta :
- le tournoi de Berlin en 1993 ;
- le tournoi de Bad Wörishofen en 1996 devant les Russes Oleg Romanichine et Aleksandr Khalifman ;
- le championnat de Hambourg en 1997 ;
- l'open de Mancha Real en 2000 ;
- le tournoi fermé de Paretana B en 2000 ;
- le mémorial Carvalho à Maia (Portugal) en 2003 ;
- l'open de Tarragone en 2007.

En 2017, il fut champion d'Europe senior (plus de 50 ans).
En 2018, il remporte le championnat du monde des plus de 50 ans à Bled au départage devant Guiorgui Bagatourov avec 8,5 points sur 11.